# Murrieta (Kalifornija)
Murrieta je grad u američkoj saveznoj državi Kalifornija. Prema popisu stanovništva iz 2010. u njemu je živjelo 103.466 stanovnika.